# Bulgaria en los Juegos Olímpicos de Sarajevo 1984
Bulgaria estuvo representada en los Juegos Olímpicos de Sarajevo 1984 por un total de 16 deportistas que compitieron en 5 deportes.  
El portador de la bandera en la ceremonia de apertura fue el biatleta Vladimir Velichkov. El equipo olímpico búlgaro no obtuvo ninguna medalla en estos Juegos.